# Geelrandfluweelloper
De geelrandfluweelloper (Chlaenius vestitus) is een keversoort uit de familie van de loopkevers (Carabidae). De wetenschappelijke naam van de soort werd in 1790 gepubliceerd door Gustaf von Paykull. De soort wordt ook wel in het geslacht Chlaeniellus geplaatst.
Het schild en kop van de geelrandfluweelloper is glimmend en heeft verschillende weerschijnkleuren.